# Tang lễ Qasem Soleimani

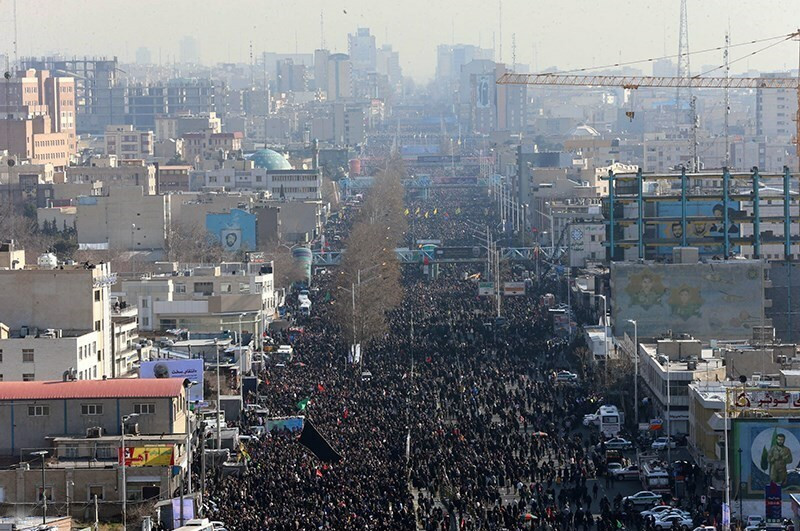
Lễ tang của Soleimani ở Tehran.

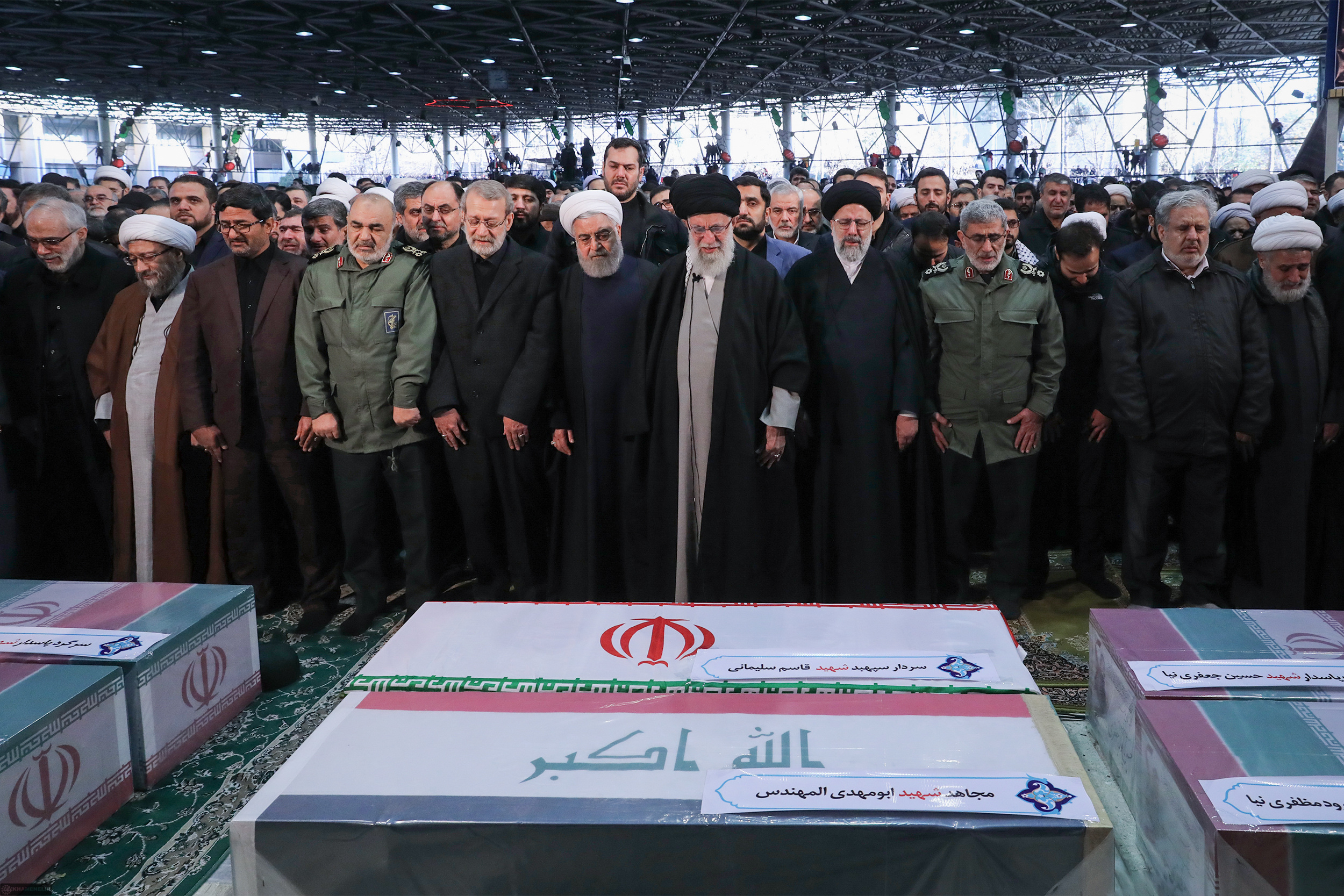
Các nhà lãnh đạo Iran dự lễ tang của Qasem Soleimani.

Lễ tang của Qasem Soleimani, một tướng lĩnh lớn của Iran từng phục vụ trong Lực lượng Vệ binh Cách mạng Hồi giáo (IRGC), được tổ chức từ ngày 4 đến ngày 7 tháng 1 năm 2020 tại một số thành phố ở Iraq và Iran bao gồm Baghdad, Karbala, Najaf, Ahvaz, Mashhad, Tehran, Qom và quê hương của ông, Kerman. Đám tang của Soleimani ở Tehran được mô tả là "lớn nhất ở Iran kể từ sau tang lễ của Grand Ayatollah Ruhollah Khomeini," người sáng lập Cộng hòa Hồi giáo Iran vào năm 1989. Washington Post đã đưa tin sau tang lễ của Khomeini, "buổi lễ đã cạnh tranh với người được tổ chức".
Vào ngày 7 tháng 1 năm 2020, một vụ đám đông chèn ép và giẫm đạp đã diễn ra trong đám rước chôn cất cho Soleimani ở Kerman, giết chết ít nhất 56 người chịu tang và làm bị thương hơn 200 người.

## Iraq
Vào ngày 4 tháng 1, một đám tang cho Soleimani đã được tổ chức tại Baghdad với hàng ngàn người đến dự, vẫy cờ Iraq và cờ dân quân và hô vang "cái chết cho nước Mỹ, cái chết cho Israel". Cuộc đưa tiễn bắt đầu tại Nhà thờ Hồi giáo Al-Kadhimiya ở Baghdad. Thủ tướng Iraq, Adil Abdul-Mahdi và các nhà lãnh đạo dân quân được Iran hậu thuẫn đã tham dự lễ. Hài cốt của Soleimani đã được đưa đến các thành phố Shia của Karbala và Najaf.

## Mashhad và Ahvaz

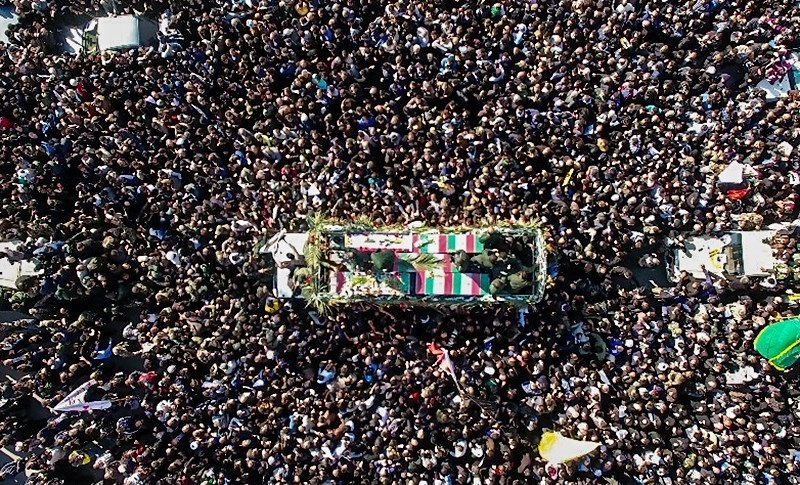
Lễ tang ở Ahvaz.

Đài truyền hình nhà nước Iran ước tính hàng triệu người đã thương tiếc tưởng nhớ ông ở Mashhad và Ahvaz vào ngày 5 tháng 1.

## Tehran và Qom

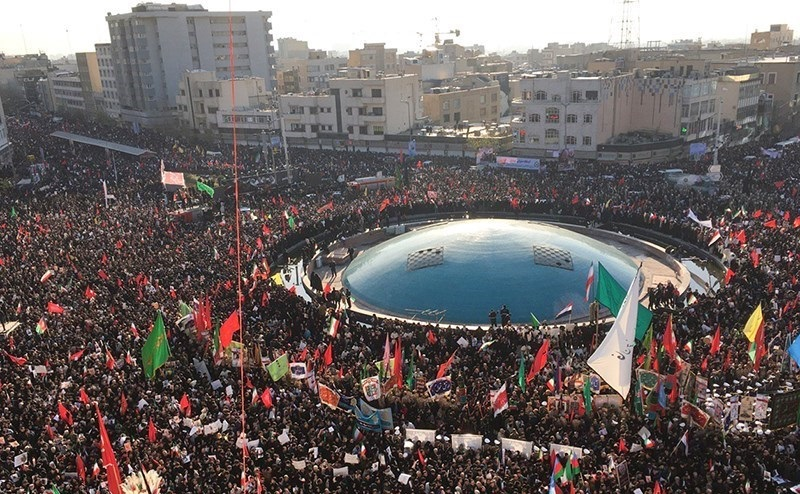
Hàng nghìn người dự tang Soleimani ở Tehran.

CNN đã mô tả số người dự tang tham gia vào đám tang ở Tehran như một "biển người" vào ngày thứ hai. Đài truyền hình nhà nước Iran đã báo cáo một ước tính rằng có hàng triệu người dự tang ở đó. Những người tham dự lễ tang đã cầm những bức ảnh của Soleimani trong tay, hét lên "sụp đổ cho nước Mỹ" và "cái chết cho nước Mỹ". Hình ảnh vệ tinh cho thấy rằng những người tụ tập kéo dài từ "Azadi Square và trong gần 6 km (3,7 dặm) với Azadi Street ở trung tâm Tehran". Các nhà báo của Associated Press ước tính "số lượng ít nhất là 1 triệu" tại Tehran. Ayatollah Ali Khamenei đã cầu nguyện trên cơ thể của Soleimani trong lễ tang cùng với Tổng thống Iran Hassan Rouhani và các quan chức khác. Tướng Ismail Qaani đã khóc trên linh cửu của Soleimani.

## Kerman
Theo France24, số lượng lớn người ở Kerman tham dự đám tang của ông cũng giống như số người tham dự tại các thành phố Tehran, Qom, Mashhad và Ahvaz. Các phóng viên của BBC tại hiện trường tuyên bố rằng mặc dù có nhiều tiếng hô "cái chết cho nước Mỹ" và "cái chết cho Trump", nhạc nền từ bộ phim Love Story của Mỹ năm 1970 cũng được phát trong suốt cuộc đưa tang.
Vào ngày 7 tháng 1 năm 2020, một vụ giẫm đạp đã diễn ra trong lễ đưa tang của Soleimani, giết chết 56 người dự tang và làm bị thương 213 người. Trong đám tang năm 1989 của Ayatollah Khomeini, tám người đã thiệt mạng trong vụ giẫm đạp, một phần do các cuộc đấu tranh chứa đựng đám đông lớn.

## Phản ứng
Tưởng niệm những bức ảnh về đám đông khổng lồ trong đám tang ở Tehran, Bộ trưởng Bộ Ngoại giao Iran Javad Zarif đã tweet: "Bạn có còn tưởng tượng bạn có thể phá vỡ ý chí của quốc gia vĩ đại này và người dân của nó không? Kết thúc sự hiện diện độc ác của Hoa Kỳ ở Tây Á đã bắt đầu."